# 正義不正確
正義不正確（True is False）是香港商業電台的一個時事節目，初頭節目時間為星期日晚上21:00-23:00，後期改為星期六黃昏17:00-18:00，後期再改為星期六晚上19:00-20:00，現在節目時間為星期六晚上20:00-21:00，主持人為陳強。以「用歪理，講真理」為節目主導及標語。

## 宣傳口號
其官方宣傳口號為：

「一個最反智最自我中心的節目

歷史上最有智慧的哲學家　並非蘇格拉底　孔子　柏拉圖

亦非亞里士多德　馬克思　叔本華　更非笛卡爾　孟子

而是——丁蟹

陳強原本姓丁　名叫孝強　是丁蟹的孫

最愛『用歪理　講真理』

每星期用兩小時　廣收門徒　信者得救

做人最應有的態度——就是扮有態度！」

## 投訴
在一集"正義不正確"內，主持人以「ABC枚」給「A小姐」大開玩笑，引來強烈迴響及被指幸災樂禍、把事件當作笑話般看待。

### ABC枚
「ABC枚」是在「正義不正確」內用作描述「A小姐事件」的一個遊戲。此遊戲模式與剪刀、石頭、布大致相同，但被改作「重有冇片？」、「除衫拍禝！」、「我疉好爽！」代替「剪刀」、「石頭」和「布」。此遊戲最後引致陳強事件，商業電台被投訴。

## 外部連結
- 正義不正確在商業電台的官方網頁
- A小姐當枚猜 又接投訴 藝人齊轟商台太侮辱-太陽報 （页面存档备份，存于）

| 香港商業電台 叱咤903商業節目 |                                        |                  |
| 上一節目 一腳踢              | 正義不正確 2006年4月16日-2007年2月24日 | 下一節目 Alabama |